# سنترویل (ماساچوست)
سنترویل (به انگلیسی: Centerville) یک روستا در ایالات متحده آمریکا است که در ماساچوست واقع شده‌است. سنترویل ۱۰٬۷۴۲ نفر جمعیت دارد.